# Сумський міський центр дозвілля молоді
Сумський міський центр дозвілля молоді — установа, в якій реалізується державна молодіжна політика в Сумах. Центр створений Сумською міською радою спільно з РНГО «Центр соціального партнерства».

## Напрямки роботи центру
- створення умов та гарантій для життєвого самовизначення, інтелектуального, морального, фізичного розвитку молоді міста Суми, реалізації її творчого потенціалу;
- забезпечення реалізації державної молодіжної політики та потреб молоді, інформаційна, організаційна та методична підтримка молодіжних та дитячих громадських організацій міста Суми;
- організації змістовного дозвілля, освітніх та культурологічних молодіжних заходів;
- формування у молоді особистісних рис громадянина України, почуття національної гідності та патріотизму.

## Контактна інформація
Адреса: вул. Леваневського, 26, м. Суми, 40022